# Iceman (film)
Iceman is een Amerikaanse drama / sciencefictionfilm uit 1984, geregisseerd door Fred Schepisi en geproduceerd door Norman Jewison, Charles Milhaupt en Patrick J. Palmer. De hoofdrollen worden vertolkt door Timothy Hutton, Lindsay Crouse en John Lone.

## Verhaal
Een wetenschapper vindt diep in het Poolijs het lichaam van een prehistorische man. Het blijkt dat hij terug tot leven kan worden gewekt. De ontdooide man komt zo terecht in een voor hem totaal vreemde wereld.

## Rolbezetting
| Acteur           | Personage            |
| ---------------- | -------------------- |
| Timothy Hutton   | Dr. Stanley Shephard |
| Lindsay Crouse   | Dr. Diane Brady      |
| John Lone        | Charlie              |
| Josef Sommer     | Whitman              |
| David Strathairn | Dr. Singe            |
| Philip Akin      | Dr. Vermeil          |
| Danny Glover     | Loomis               |
| Amelia Hall      | Mabel Maynard        |
| Richard Monette  | Hogan                |
| James Tolkan     | Maynard              |